# Accalathura phuketensis
Accalathura phuketensis är en kräftdjursart som beskrevs av Brian Frederick Kensley och Marilyn Schotte 2000. Accalathura phuketensis ingår i släktet Accalathura och familjen Leptanthuridae. Inga underarter finns listade i Catalogue of Life.